# Lambertz Open by STAWAG 1997
Il Lambertz Open by STAWAG 1997 è stato un torneo di tennis facente parte della categoria ATP Challenger Series nell'ambito dell'ATP Challenger Series 1997. Il torneo si è giocato a Aquisgrana in Germania dal 27 ottobre al 2 novembre 1997 su campi in sintetico indoor.

## Vincitori

### Singolare
Hendrik Dreekmann ha battuto in finale  Jiří Novák con il punteggio di 5–7, 7–6, 6–3

### Doppio
John-Laffnie de Jager /  Chris Haggard hanno battuto in finale  Dave Randall /  Jack Waite con il punteggio di 3–6, 6–1, 7–6